# Белорусско-бутанские отношения
Белору́сско-бута́нские отноше́ния — двусторонние международные отношения между Республикой Беларусь и Королевством Бутан. Дипломатические отношения между странами никогда не устанавливались.
Министерство иностранных дел Республики Беларусь считает одним из важных многовекторных направлений политического курса страны развитие сотрудничества с государствами Южной, Восточной и Юго-Восточной Азии. Оно отмечает, что азиатский регион представляет для страны «ёмкий, перспективный и быстро расширяющийся рынок для белорусских товаров и услуг и перспективный донор инвестиций в экономику».
Отмечается, что между Белоруссией и азиатскими странами «налажено межпарламентское сотрудничество, развивается диалог в торгово-экономической, промышленной, научной-технической, культурной, образовательной и иных сферах, сформирована прочная договорно-правовая база сотрудничества, которая продолжает развиваться, дополняясь новыми соглашениями в перспективных областях сотрудничества».

## Общая характеристика стран
|                                         | Белоруссия            | Бутан                 |
| --------------------------------------- | --------------------- | --------------------- |
| Площадь (км²)                           | 207 600               | 38 840—38 394         |
| Столица                                 | Минск                 | Тхимпху               |
| Население (чел.)                        | 9 349 645             | 756 100               |
| Государственное устройство              | унитарное государство | унитарное государство |
| Объём ВВП по ППС (млрд долл.)           | 189,800               | 8,987                 |
| Численность вооружённых сил (чел.)      | 45 000—45 350         | 8000                  |
| Военный бюджет (млрд долл.)             | 0,616                 | —                     |
| Выплавка стали (млн т/год)              | 2,2                   | —                     |
| Производство электроэнергии (тВт·ч/год) | 38,7                  | —                     |

## История
В 2009 году ряд государств поздравили Бутан с успехом его уникального подхода к развитию, который применялся на протяжении последних четырёх лет, в том числе и Беларусь:
«Беларусь высоко оценила энергичные шаги, предпринятые Бутаном для совершенствования правовой и судебной системы. Беларусь выразила одобрение усилиям, предпринятым для искоренения неграмотности, предотвращения распространения ВИЧ и борьбы с недоеданием. Беларусь считает, что необходимо уделять больше внимания решению таких проблем, как насилие в семье и сексуальная эксплуатация детей в коммерческих целях. Беларусь представила рекомендации:
- В позитивном плане рассмотреть возможность разработки национального плана действий по защите права детей, как это рекомендовано Комитетом по правам ребёнка.
- Предпринять дальнейшие усилия по решению проблемы безработицы, особенно среди молодежи.
- Активизировать свои усилия по дальнейшему сокращению нищеты, особенно в сельской местностью, и повышению благосостояния населения».

В 2011 году глава белорусского внешнеполитического ведомства во время неформальной встречи стран ОДКБ также провёл двусторонние встречи с министром иностранных дел Бутана. В 2013 году в период с 23 февраля по 1 марта в Минске состоялась выставка «Сокровища Гималаев», где была представлена информация о путешествии в Бутан и бутанская культура.
Небольшое количество белорусов посещает Бутан с целью туризма.

## Торговые отношения
В 2009 году несмотря на общую тенденцию снижения белорусского импорта из-за финансового кризиса, возрос импорт из Бутана на 348,3 % по сравнению с 2008 годом. В 2017 году Беларусь возобновила экспорт услуг в Бутан. В 2020 году Коллегия Евразийской экономической комиссии расширила список диких животных с особым порядком ввоза и вывоза при международной торговле. В этот список попали белый медведь и волки из Бутана.
8 февраля 2021 года Департамент ветеринарного и продовольственного надзора Министерства сельского хозяйства и продовольствия Республики Беларусь ввёл временные ограничения на ввоз овец, коз, крупного рогатого скота, парнокопытных, а также молока этих животных, молочных продуктов, их кожи, шерсти и тому подобные из Бутана из-за оспы.
| Импорт Беларуси из Бутана               | Стоимость в $ США | Год  |
| --------------------------------------- | ----------------- | ---- |
| Изделия из железа или стали             | 500               | 2020 |
| Железо и сталь                          | 40200             | 2019 |
| Каучуки                                 | 100               | 2015 |
| Электрическое, электронное оборудование | 500               | 2011 |

## Визовая политика
- Гражданам Республики Беларусь для посещения Бутана требуется виза[25]. Они должны получить электронную визу до въезда в Бутан. Допуск в страну будет определяться сотрудниками иммиграционной службы в пункте въезда[26].
- Подданным Королевства Бутан для посещения Беларуси также требуется виза[27].

## Членство в международных организациях
Беларусь и Бутан совместно состоят во многих международных организациях. Ниже представлена таблица с датами вступления государств в эти организации.
|                                  | Белоруссия | Бутан |
| -------------------------------- | ---------- | ----- |
| ООН                              | 1945       | 1971  |
| МВФ                              | 1992       | 1981  |
| МБРР                             | 1992       | 1981  |
| Интерпол                         | 1993       | 2005  |
| МОК                              |            |       |
| Движение неприсоединения         |            |       |
| ЮНЕСКО                           | 1954       | 1982  |
| ОЗХО                             | 1997       | 2005  |
| ВТООН                            |            |       |
| ВПС                              | 1947       | 1969  |
| Всемирная таможенная организация | 1993       | 2002  |
| ВОЗ                              |            |       |
| ВОИС                             |            |       |
| ВМО                              |            |       |